# Rosalind E. Krauss
Rosalind Krauss (nacida como Rosalind Epstein el 30 de noviembre de 1941) es una crítica de arte, profesora y teórica estadounidense de la Universidad Columbia. 

## Biografía
Rosalind Epstein  Krauss vivió de joven en Washington D. C.. Recuerda sobre su formación inicial las visitas a los museos de arte con su padre. Más tarde, tras graduarse de Wellesley College en 1962 ingresó en la Universidad Harvard; cuyo departamento de bellas artes (Actual departamento de historia del arte y arquitectura) se dedica al análisis de la producción artística contemporánea, bajo el auspicio del Fogg Art Museum, lo que impulsó sus intereses. La tesis doctoral de Krauss versó sobre del artista David Smith; había muerto éste recientemente, y su trabajo tuvo mayor resonancia dentro de la discusión académica; el trabajo fue concluido en 1969 y se publicó, tres años después, con el título Terminal Iron Works.
En la misma época, se la conoce bien ya como crítica de arte. Escribe primero en Art International y luego, bajo la dirección de Philip Leider, en Artforum International en Chicago; se trasladan éstos a Nueva York, y se convierten en el núcleo de los más sobresalientes y polémicos críticos. Krauss, junto a Annette Michelson, Bárbara Rose y su colega de Harvard Michael Fried, marcaron las directrices del grupo. Comenzó ella redactando el texto Boston Letter para Art International, y luego escribió sobre los artistas Jasper Johns (Lugano Review, 1965) y Donald Judd ("Allusion and Illusion in Donald Judd", Artforum, mayo de 1966). 
Su compromiso con el minimal art o arte minimalista marca una diferencia con Michael Fried, quien se orientó más por la continuación de la abstracción modernista, de artistas como Jules Olitski, Kenneth Noland o Anthony Caro. El texto de Krauss "A View of Modernism"' (Artforum, septiembre de 1972) es un ejemplo de ello.

## Balance
Cuando Philip Leider abandonó Artforum, Krauss y Michelson, insatisfechas con la revista, asimismo la abandonan en 1976 para fundar una nueva publicación: October. 
El surgimiento de October es un importante signo de la renovación de la intelectualidad estadounidense, pues reemplaza a la crítica no académica, como la neoyorquina, en beneficio de una intelectualidad académica que va de la mano de la expansión de la educación superior en la posguerra. El título de la revista hace referencia, entre otras cosas, a la incómoda influencia que la intelectualidad francesa ejerce sobre los estudios de arte en EE. UU. y también a cierta radicalidad política.
Profesora de la City University of New York, del MIT desde 1974 y de Columbia desde 1992, Krauss —con su October— ha llegado a ser un referente para colegas y estudiantes que aspiran a la rigurosidad en los estudios filosóficos de arte contemporáneo. 
Ejemplo de ello es su influjo en críticos como Yve-Alain Bois o Benjamin H. D. Buchloh, que los condujo a trasladarse a Nueva York. Ambos consiguieron cátedras de arte moderno uno en Harvard, y Bois en el Instituto de Estudios Avanzados de Princeton. Junto con Hal Foster (también de Princeton), configuraron los principales programas de postgrado de arte moderno, métodos que también exponen en el texto para pregrado Art Since 1900. 
A pesar de que tanto Bois como Buchloh integraron en la academia para sus propios protegidos, la influencia de Rosalind Krauss se mantuvo firme y de hecho supervisó el trabajo de académicos de postgrado como Maurice Berger, Rosalind Deutsche, Brian Wallis, Abigail Solomon-Godeau, Maud Lavin, Mignon Nixon, David Deitcher, Kathy O'Dell, Ann Morris Reynolds, Alastair Wright, y George Baker, y dirigió las tesis doctorales de Foster, Buchloh y Douglas Crimp, quienes ya se habían establecido como críticos de arte antes de recibir sus doctorados.
Está casada con Denis Hollier (Versailles, 1942), profesor de literatura francesa en Yale. Y tiene por ello un apartamento parisino.

## Obra
- Terminal Iron Works. The Sculpture of David Smith, 1971.
- Passages of Modern Sculpture, MIT, 1977. Trad.: Pasajes de escultura moderna, Akal, 2002.
- The Originality of the Avant-Garde and Other Modernist Myths, MIT, 1985). Trad.: La originalidad de la vanguardia y otros mitos modernos, Alianza, 2006.
- Le Photographique, 1990, recopilación de artículos. Trad.: Lo fotográfico: por una teoría de los desplazamientos, G. Gilí, 2002.
- The Optical Unconscious, MIT, 1993. Trad.: El inconsciente óptico, Tecnos, 1997.
- The Picasso Papers, 1998. Trad.: Los papeles de Picasso, Gedisa, 1999. Ver
- Bachelors, MIT, 1999.
- L'informe, Centre G. Pompidou, 2002, con Y.-A. Bois; catálogo de la exposición sobre lo informe.
- Art since 1900, Thames & Hudson, 2004. Trad.: Arte desde 1900, Akal, 2006; amplio estudiosobre el siglo XX, con H. Foster, Y.-A. Bois y B. Buchloch.

<Video>Rosalind Krauss: o redimensionamento da linguagem na arte contemporânea com Carlos Eduardo Riccioppo<Rosalind Krauss: o redimensionamento da linguagem na arte contemporânea com Carlos Eduardo Riccioppo>.Rosalind Krauss 
- H. Damisch, Prefacio a Le Photographique, París, Mácula, 1990.
- E. Grazioli, Prefacio a Reinventare il medium, Milán, B. Mondadori, 2005.

- Datos: Q431963